# ひばりが丘 (座間市)
ひばりが丘（ひばりがおか）は、神奈川県座間市の町名。現行行政地名はひばりが丘一丁目からひばりが丘五丁目。住居表示実施済み区域。

## 地理
座間市東部に位置し、大和市と隣接する。

### 地価
住宅地の地価は、2023年（令和5年）1月1日の公示地価によれば、ひばりが丘一丁目18番13号の地点で16万円/m2となっている。

## 歴史
この地域は、古くは座間野の内、座間入谷村と栗原村の入会地であった。ひばりが丘三丁目・四丁目の旧・大字栗原字東原と大和市・海老名市を境界として、古道である大山道が縦貫している。
1944年には、今の東中学校・ひばりが丘小学校の位置に 高座海軍工廠が開廠（終戦後解体）。
1945年12月子息が座間の寺院で学童疎開をしていた横須賀市内の人、1946年7月藤沢市本鵠沼に住んでいた人、群馬県の赤城山麓で飛行機関係の仕事をしていた人、近隣の大和市の出生で畑がこの地にあった人など、戦後の混乱の中、様々な理由・所縁で移住してきた住人達が中心となって街づくりを始めた地である。それらの人々は栗原字東原（現・二丁目〜四丁目全域と五丁目の大部分）と大字座間入谷飛地（現・一丁目全域と五丁目の残り全域）にまたがり移住してきた。大字小字はまたがっていたが一括りに早速、新しい自治会を結成し名前を決めようと、役員が当時林であったところで会議をしている時、ヒバリが多かったことから「雲雀ヶ丘」となり、小学校開設時に小学生にも分かりやすいように平仮名としたもの。
移住当初、原野を開墾し耕地にする際、相模が丘・小松原同様、関東ローム層と言う火山灰土の不毛な土壌、その上、地下の水脈が、隣接する小松原は約25mであったが、ひばりが丘三丁目などは約56mと非常に深く、井戸を掘削するにも苦労した。1953年、畑地灌漑用水路西幹線が通水し耕作も軌道に乗り、桑と麦、陸稲を栽培した。1955年、町営水道が給水開始。1957年に座間町は企業誘致を開始。その後宅地化が進んだ。

### 年表
- 1971年（昭和46年）
  - 4月1日 - 高座郡座間町立座間第二小学校より分離し、同校地内仮校舎で高座郡座間町立ひばりが丘小学校開校。
  - 8月31日 - 現在地にひばりが丘小学校の新校舎が落成、移転。
  - 11月1日 - 座間町の市制施行により、ひばりが丘小学校は座間市立ひばりが丘小学校となる。
- 1972年（昭和47年）4月1日 - 座間市立東中学校開校。
- 1974年（昭和49年）5月1日 - 座間ひばりが丘郵便局開局。
- 1977年（昭和52年）11月1日 - 当該地域の大字小字を統合し、大字ひばりが丘を新設。小字として1丁目〜5丁目を設置、字丁目方式[注釈 9][注釈 10][注釈 11][17]（住所の表記は従来からの地番を使用。例・ひばりが丘1丁目xxxx番地の1）。
- 2002年（平成14年）9月17日 - ひばりが丘を大字から町丁に改編し住居表示を実施[18]（例・ひばりが丘一丁目○番1号）。

### 大字小字・飛地の整理に関して追記
日産自動車座間事業所内第二・第三地区は、行政地名として「座間入谷」「栗原」の大字が実存している。日産自動車座間事業所は現有所有地を十把一絡げに「座間市広野台二丁目10番1号」と事業所登録しているが、すでにその住居表示の土地は、イオンモール座間・物流センターほかに売却されている。日産神奈川販売株式会社カレスト座間店の所在地は座間市広野台二丁目10番3号となっている。

## 世帯数と人口
2023年（令和5年）8月1日現在（座間市発表）の世帯数と人口は以下の通りである。
| 丁目             | 世帯数    | 人口     |
| ---------------- | --------- | -------- |
| ひばりが丘一丁目 | 1,808世帯 | 3,807人  |
| ひばりが丘二丁目 | 1,527世帯 | 3,373人  |
| ひばりが丘三丁目 | 1,693世帯 | 3,782人  |
| ひばりが丘四丁目 | 459世帯   | 971人    |
| ひばりが丘五丁目 | 1,789世帯 | 3,651人  |
| 計               | 7,276世帯 | 15,584人 |

### 人口の変遷
国勢調査による人口の推移。
| 年                 | 人口   |
| ------------------ | ------ |
| 1995年（平成7年）  | 13,893 |
| 2000年（平成12年） | 15,167 |
| 2005年（平成17年） | 15,842 |
| 2010年（平成22年） | 15,846 |
| 2015年（平成27年） | 15,751 |
| 2020年（令和2年）  | 15,471 |

### 世帯数の変遷
国勢調査による世帯数の推移。
| 年                 | 世帯数 |
| ------------------ | ------ |
| 1995年（平成7年）  | 4,708  |
| 2000年（平成12年） | 5,397  |
| 2005年（平成17年） | 5,807  |
| 2010年（平成22年） | 6,072  |
| 2015年（平成27年） | 6,396  |
| 2020年（令和2年）  | 6,629  |

## 学区
市立小・中学校に通う場合、学区は以下の通りとなる（2022年12月時点）。
| 丁目             | 小学校                   | 中学校           |
| ---------------- | ------------------------ | ---------------- |
| 一丁目           | 座間市立旭小学校         | 座間市立東中学校 |
| 二丁目から四丁目 | 座間市立ひばりが丘小学校 | 座間市立東中学校 |

## 事業所
2021年（令和3年）現在の経済センサス調査による事業所数と従業員数は以下の通りである。
| 丁目             | 事業所数  | 従業員数 |
| ---------------- | --------- | -------- |
| ひばりが丘一丁目 | 70事業所  | 417人    |
| ひばりが丘二丁目 | 61事業所  | 307人    |
| ひばりが丘三丁目 | 57事業所  | 403人    |
| ひばりが丘四丁目 | 83事業所  | 2,266人  |
| ひばりが丘五丁目 | 96事業所  | 1,181人  |
| 計               | 367事業所 | 4,574人  |

### 事業者数の変遷
経済センサスによる事業所数の推移。
| 年                 | 事業者数 |
| ------------------ | -------- |
| 2016年（平成28年） | 351      |
| 2021年（令和3年）  | 367      |

### 従業員数の変遷
経済センサスによる従業員数の推移。
| 年                 | 従業員数 |
| ------------------ | -------- |
| 2016年（平成28年） | 4,170    |
| 2021年（令和3年）  | 4,574    |

## 交通

### 鉄道
町内に鉄道駅はない。

### バス
- 神奈川中央交通の路線
  - （小02）小田急相模原駅 - 小松原入口 - ひばりが丘一丁目 - 南林間駅
  - （小03）小田急相模原駅 - 小松原入口 - イオンモール座間 - 小松原入口 - ひばりが丘一丁目 - 南林間駅
  - （林03）南林間駅 - ひばりが丘一丁目 - 小松原入口 - イオンモール座間

- 相鉄バスの路線
  - （綾75）相模大塚駅北口 - さがみ野駅 - 南林間駅

- 座間市コミュニティバス（ザマフレンド号）の路線
  - Dコース（東原・ひばりが丘南コース）

### 道路
- 国道246号大和厚木バイパス

## 施設
- 神奈川県立相模向陽館高等学校
- 座間市立東中学校
- 座間市立ひばりが丘小学校
- 座間市立旭小学校
- ヤマダデンキ テックランド座間店
- 座間市立ひばりが丘コミュニティセンター

## その他

### 日本郵便
- 郵便番号 : 252-0003[3]（集配局 : 座間郵便局[30]）。